# Heilung
Heilung er et dansk-baseret neofolk-band bestående af den tyskfødte tattoo-artist Kai Uwe Faust, den norske sangerinde Maria Franz og den danske musiker og producer Christopher Juul.

## Historie
Heilung fandt sin begyndelse i 2014, hvor Juul og Faust lavede en mindre handelsaftale. Juul var blevet stor fan af Fausts visuelle arbejde med nordisk inspirerede vikingetatoveringer og ville gerne have ham til at tatovere sig. Faust, som i fritiden også skrev digte, tilbød Juul gratis arbejde, hvis han til gengæld ville sætte lyd og musik til sine digte.
De to blev allerede året efter til tre, da norske Maria Franz blev inviteret med. Trekløveret, som i dag har kontrakt med pladeselskabet Season of Mist, slog for alvor igennem i 2017 med albummet Lifa. Inden havde de tre dog selvudgivet albummet Ofnir i 2015 - et album som blev genudgivet af Season of Mist i 2018.
Navnet heilung kommer fra tysk og betyder "heling" eller "healing".

## Priser
Trioens optræden ved den norske metalfestival Midgardsblot blev listet som en af de ti bedste koncerter i 2017 af Metal Hammer. Samme år indspillede de tre deres livealbum Lifa under Castlefest i Holland, der efterfølgende fik over 9 millioner visninger på YouTube.
Heilung blev desuden i 2018 nomineret til "Best Underground Band"-kategorien ved Metal Hammer Golden Gods Award.

## Diskografi
- Ofnir (2015) (selvudgivet)
- Lifa (2017)
- Ofnir (2018) (genudgivelse)
- Futha (2019)
- Drif (2022)